# Steve Evans-van der Harten
Steve Evans-van der Harten (24-7-1967 en Cornualles, Inglaterra) es un músico, compositor y cantante anglo-neerlandés. Es el cantante y principal compositor del grupo Omnia. Está casado con Jennifer Evans-van der Harten (utiliza igualmente el apellido de su esposa).

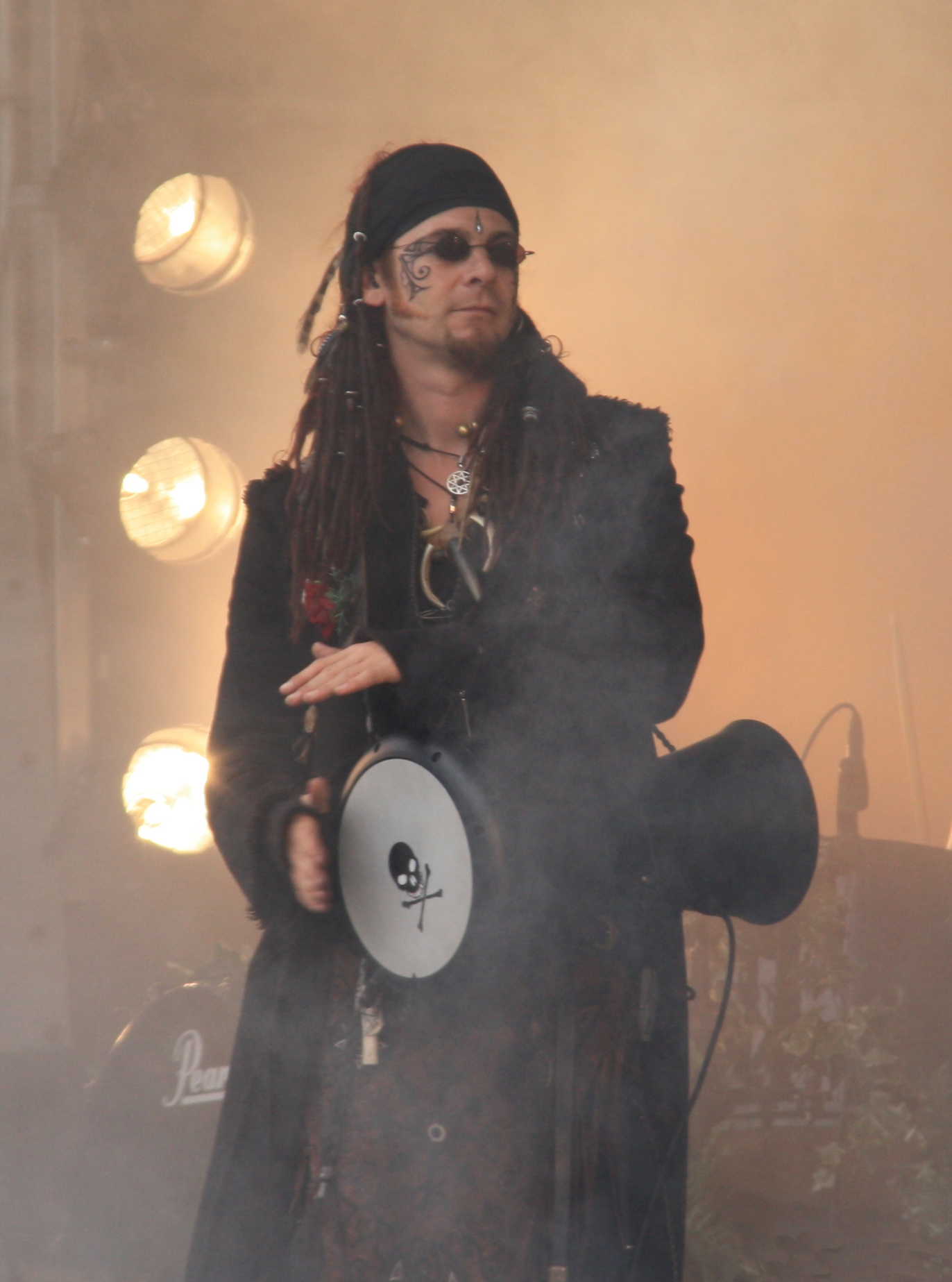
Steve Evans-van der Harte